# Napamboumbou (Pabré)
Pour les articles homonymes, voir Napamboumbou.
Napamboumbou est une localité du département de Pabré, dans la province de Kadiogo (région Centre) au Burkina Faso. En 2006, cette localité comptait 115 habitants dont 60 % de femmes.